# بيتر أستون
بيتر أستون (بالإنجليزية: Peter Aston)‏ هو عالم موسيقى وملحن بريطاني، ولد في 5 أكتوبر 1938، وتوفي في 13 سبتمبر 2013.

## وصلات خارجية
- بيتر أستون على موقع ميوزك برينز (الإنجليزية)
- بيتر أستون على موقع أول ميوزيك (الإنجليزية)
- بيتر أستون على موقع ديسكوغز (الإنجليزية)